# Petasida
Petasida is een geslacht van rechtvleugeligen uit de familie Pyrgomorphidae. De wetenschappelijke naam van dit geslacht is voor het eerst geldig gepubliceerd in 1845 door White.

## Soorten
Het geslacht Petasida  is monotypisch en omvat slechts de volgende soort:
- Petasida ephippigera (White, 1845)